# La Cañada de Verich
La Cañada de Verich (aragónul és katalánul: La Canyada de Beric) település Spanyolországban, Teruel tartományban. La Cañada de Verich Torrevelilla, Belmonte de San José, La Cerollera és La Ginebrosa községekkel határos. Lakosainak száma 80 fő (2024).

## Népesség
A település népessége az utóbbi években az alábbiak szerint változott:
| Lakosok száma | 100  | 103  | 108  | 108  | 106  | 102  | 85   | 89   | 97   | 80   |
|               | 2001 | 2004 | 2007 | 2009 | 2012 | 2014 | 2017 | 2019 | 2022 | 2024 |